# Ажевил (Мерт и Мозел)
Ажевил (фр. Hagéville) насеље је и општина у североисточној Француској у региону Лорена, у департману Мерт и Мозел која припада префектури Брије.
По подацима из 2011. године у општини је живело 122 становника, а густина насељености је износила 13,65 становника/km². Општина се простире на површини од 8,94 km². Налази се на средњој надморској висини од 235 метара (максималној 272 m, а минималној 210 m).

## Демографија
| 1962. | 1968. | 1975. | 1982. | 1990. | 1999. | 2011. |
| ----- | ----- | ----- | ----- | ----- | ----- | ----- |
| 120   | 126   | 109   | 110   | 94    | 85    | 122   |

График промене броја становника у току последњих година